# Kapstadt
Kapstadt (englisch Cape Town, afrikaans Kaapstad, isiXhosa iKapa) ist eine der größten Städte Südafrikas. Seit 2004 beherbergt sie den ausschließlichen Sitz des südafrikanischen Parlaments. Kapstadt ist die Hauptstadt der Provinz Westkap und der Kernort der City of Cape Town Metropolitan Municipality, die Metropolgemeinde um Kapstadt. Als von der Statistik erfasster Ort (Main Place) hatte Kapstadt im Jahr 2011 433.688 Einwohner.
Seinen Namen erhielt Kapstadt nach dem Kap der Guten Hoffnung, das etwa 45 Kilometer südlicher liegt. Um das Kap mit felsigen Untiefen gibt es starke Winde und widrige Meeresströmungen; es war eine gefährliche Region für Segelschiffe auf dem Seeweg nach Indien. Kapstadt war die erste Stadtgründung der südafrikanischen Kolonialzeit; deshalb wird es gelegentlich als „Mutterstadt“ (afrikaans: Moederstad, englisch: Mother City) bezeichnet.

## Geografie

### Lage
Kapstadt liegt im Südwesten der Republik Südafrika unmittelbar an der Tafelbucht des Atlantischen Ozeans.
Berühmt ist Kapstadt unter anderem durch sein Wahrzeichen, den Tafelberg. Seine markante, plateauförmige Oberfläche dominiert zusammen mit Signal Hill, Lion’s Head und Devil’s Peak die Skyline der Stadt.

### Klima
Kapstadt hat ein Warm-Sommer-Mittelmeerklima (Klimaklassifikation nach Köppen und Geiger: Csb).
Das Klima Kapstadts ist durch seine Lage am Atlantik geprägt; es gibt nur mäßige Temperaturschwankungen. In den Sommermonaten Dezember bis Februar liegen die monatlichen Höchstwerte um 24 bis 25 °C, die Tiefstwerte sinken im Mittel nicht auf unter 16 °C. In den Wintermonaten Juli und August fallen die Höchstwerte auf etwa 17 °C, die Tiefstwerte liegen bei etwa 10 °C. Die Winter sind in den niedrigen Lagen frostfrei. Im Winter fallen mit durchschnittlich rund 70 mm je Monat deutlich mehr Niederschläge als im Sommer mit unter 20 mm.
|                       | Jan  | Feb  | Mär  | Apr  | Mai  | Jun  | Jul  | Aug  | Sep  | Okt  | Nov  | Dez  |   |       |
| Mittl. Tagesmax. (°C) | 26,1 | 26,5 | 25,4 | 23,0 | 20,3 | 18,1 | 17,5 | 17,8 | 19,2 | 21,3 | 23,5 | 24,9 | ⌀ | 21,9  |
| Mittl. Tagesmin. (°C) | 15,7 | 15,6 | 14,2 | 11,9 | 9,4  | 7,8  | 7,0  | 7,5  | 8,7  | 10,6 | 13,2 | 14,9 | ⌀ | 11,4  |
|                       |      |      |      |      |      |      |      |      |      |      |      |      |   |       |
| Niederschlag (mm)     | 15   | 17   | 20   | 41   | 69   | 93   | 82   | 77   | 40   | 30   | 14   | 17   | Σ | 515   |
|                       |      |      |      |      |      |      |      |      |      |      |      |      |   |       |
| Sonnenstunden (h/d)   | 10,9 | 10,5 | 9,4  | 7,8  | 6,6  | 5,8  | 6,2  | 6,8  | 7,5  | 9,0  | 10,3 | 10,8 | ⌀ | 8,5   |
|                       |      |      |      |      |      |      |      |      |      |      |      |      |   |       |
| Regentage (d)         | 5,5  | 4,6  | 4,8  | 8,3  | 11,4 | 13,3 | 11,8 | 13,7 | 10,4 | 8,7  | 4,9  | 6,2  | Σ | 103,6 |
|                       |      |      |      |      |      |      |      |      |      |      |      |      |   |       |
| Wassertemperatur (°C) | 18   | 19   | 19   | 18   | 17   | 16   | 15   | 14   | 15   | 16   | 17   | 18   | ⌀ | 16,8  |
|                       |      |      |      |      |      |      |      |      |      |      |      |      |   |       |
| Luftfeuchtigkeit (%)  | 71   | 72   | 74   | 78   | 81   | 81   | 81   | 80   | 77   | 74   | 71   | 71   | ⌀ | 75,9  |

| 15,7 |

| 15,6 |

| 14,2 |

| 11,9 |

| 9,4 |

| 7,8 |

| 7,0 |

| 7,5 |

| 8,7 |

| 10,6 |

| 13,2 |

| 14,9 |

| 15,7 |

| 15,6 |

| 14,2 |

| 11,9 |

| 9,4 |

| 7,8 |

| 7,0 |

| 7,5 |

| 8,7 |

| 10,6 |

| 13,2 |

| 14,9 |

## Geschichte

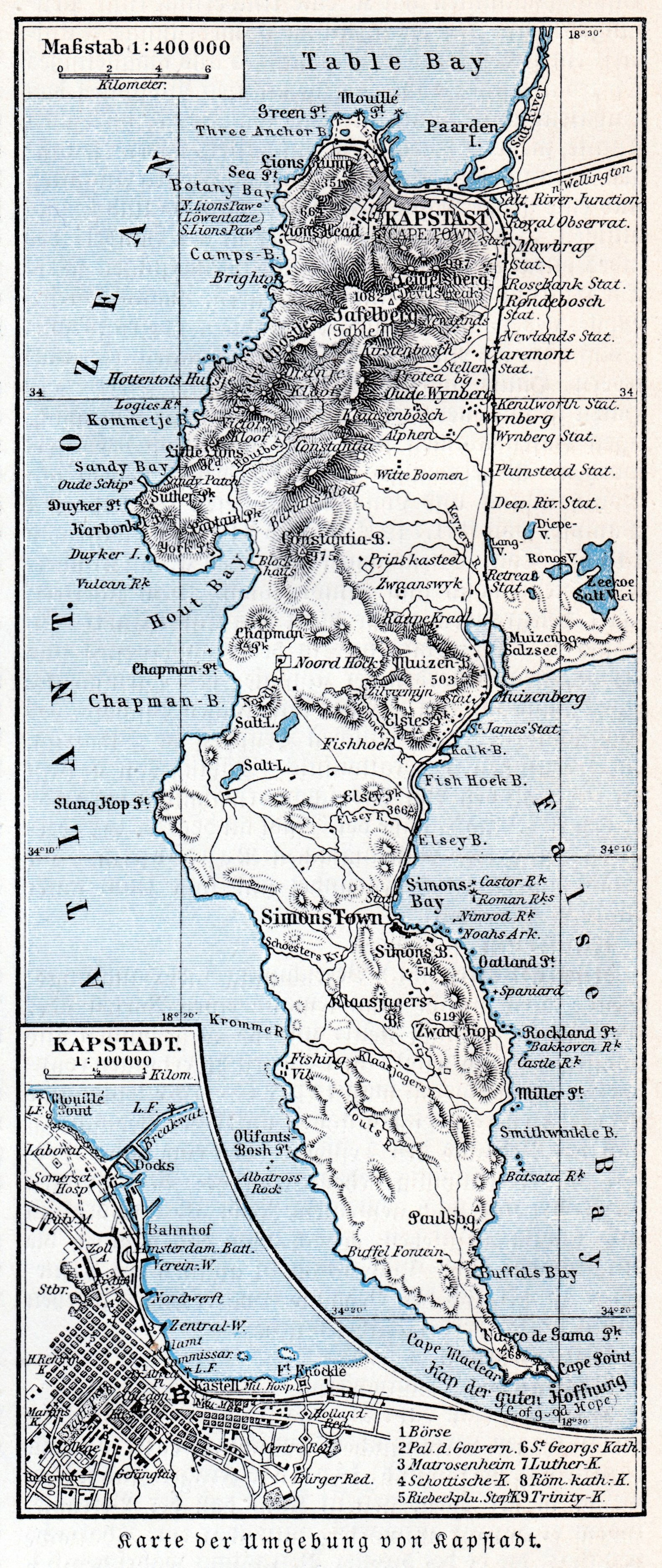
Historische Karte (um 1896)

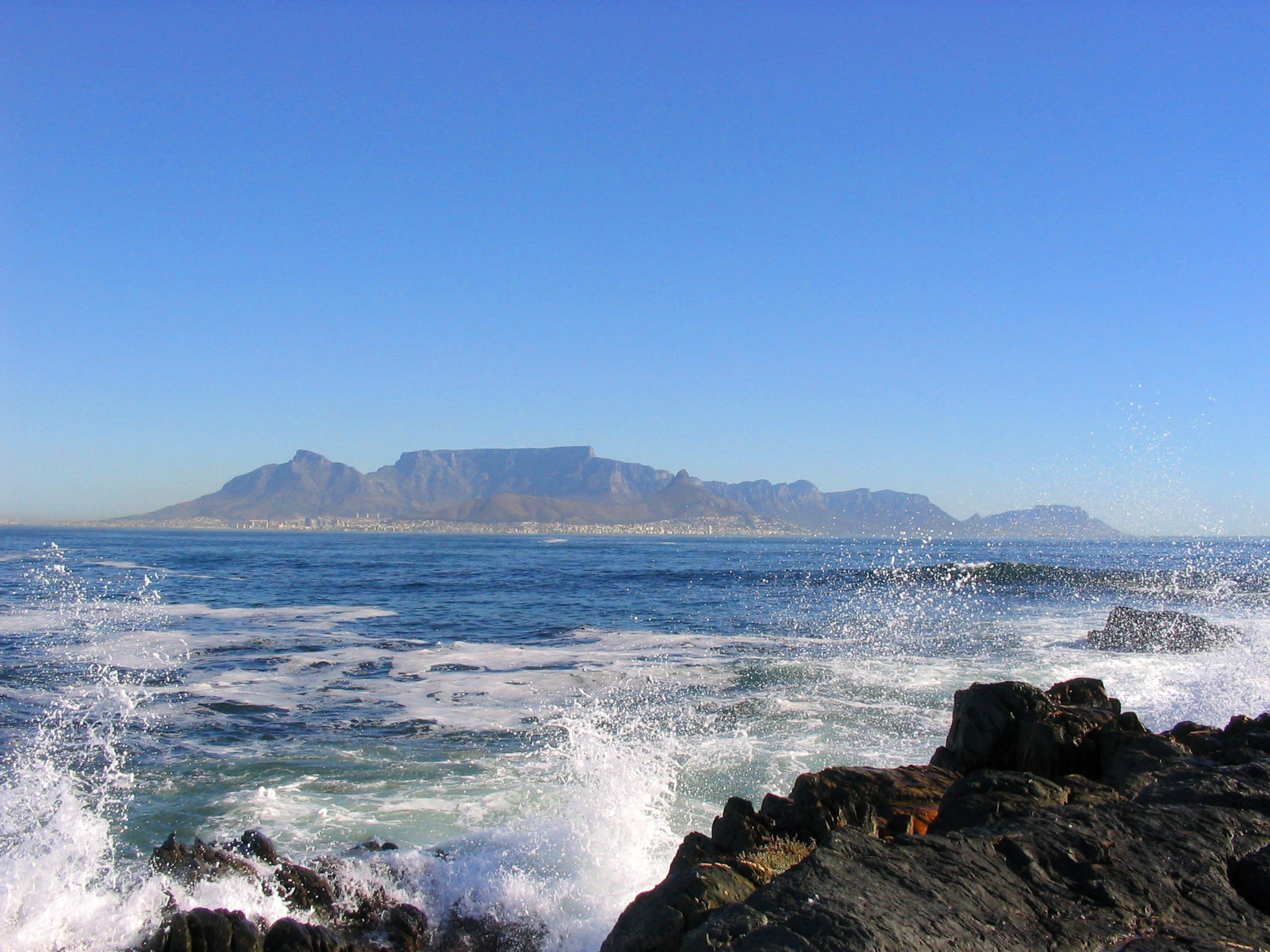
Kapstadt von Robben Island aus

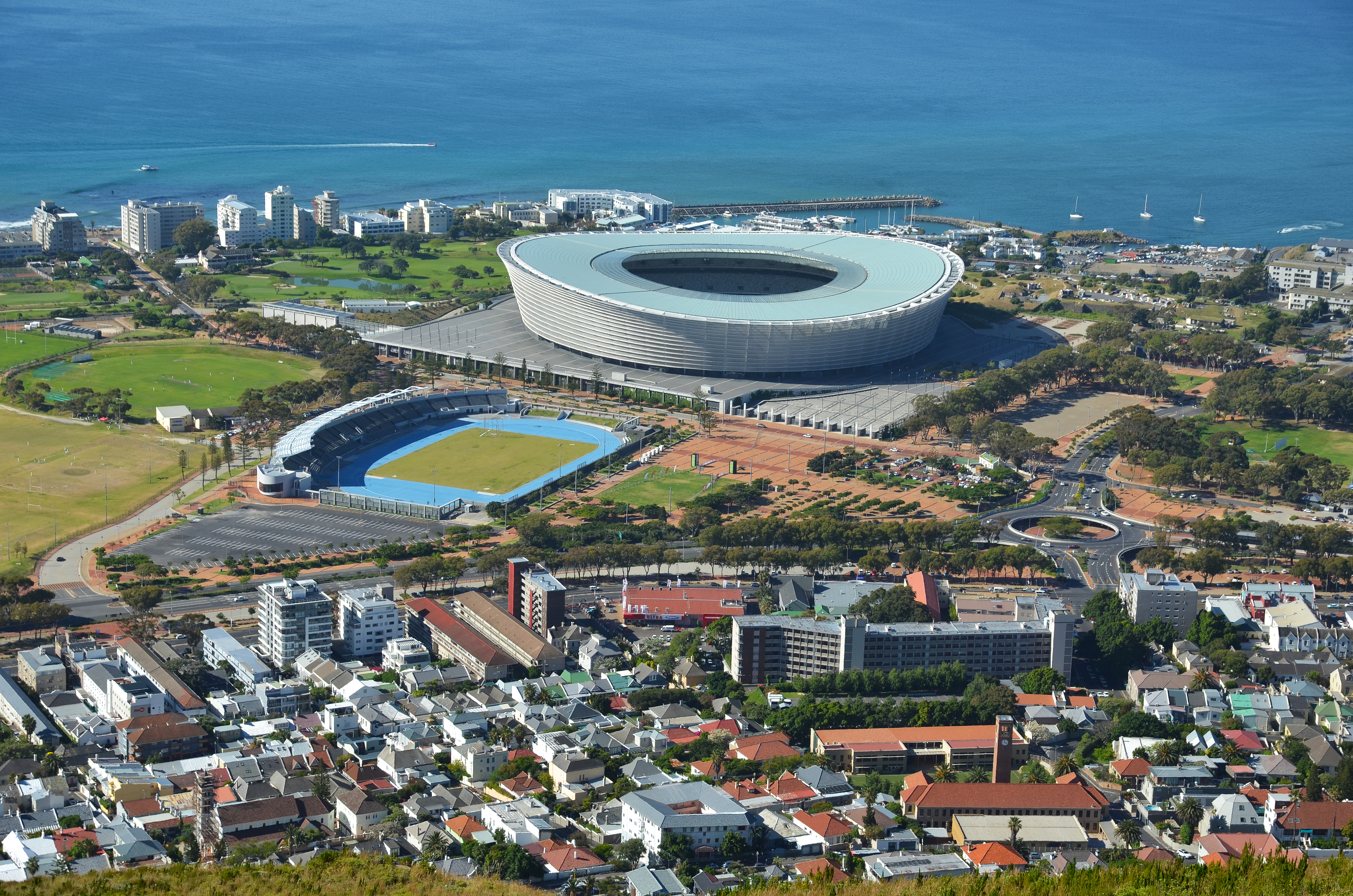
Kapstadt-Stadion, Green Point

Das Gebiet, das heute als Kapstadt bekannt ist, war ursprünglich von den San und Khoikhoi besiedelt. Im Jahre 1652 ging der Niederländer Jan van Riebeeck in der Tafelbucht an Land und gründete dort eine Versorgungsstation für die Handelsschiffe der Niederländischen Ostindien-Kompanie (Vereenigde Oost-Indische Compagnie; kurz: VOC) auf dem Seeweg nach Indien. Der Ort war gewählt worden, weil sich eine geschützte Bucht als natürlicher Hafen anbot. Die Niederländer vertrieben die Ureinwohner, die bisher das Gebiet besiedelt hatten, und erbauten umgehend zu ihrem eigenen Schutz das Fort de Goede Hoop (heute Castle of Good Hope). Da sich die Ureinwohner weigerten, mit den Eroberern Handel zu treiben und für sie zu arbeiten, importierte die VOC Menschen aus ihren Handelsgebieten in Madagaskar, Indien, Malaysia und Indonesien, um sie als Sklaven zu halten. Da nicht nur ein Mangel an Arbeitskräften, sondern auch an Frauen in der noch jungen Kolonie herrschte, wurden die Sklavinnen in doppelter Hinsicht ausgebeutet: für Arbeit und sexuelle Beziehungen. Die daraus resultierende Durchmischung von Europäern, Sklaven und den afrikanischen Ureinwohnern ist der Ursprung der heutigen farbigen Bevölkerungsschicht (Cape Coloureds).
Während der 150-jährigen niederländischen Herrschaft wuchs die Siedlung zu einem bedeutenden Hafen heran. Der Hafen Kapstadt wurde auch die Taverne des Meeres genannt, da er Rast und Aufenthalt für die vielen Schiffe bot, die zwischen Europa und Asien verkehrten. Als die VOC am Ende des 18. Jahrhunderts nahezu bankrott war, wurde die Stadt eine leichte Beute für britische Imperialisten, die ihr Einflussgebiet in dieser Region erweitern wollten. Nach der Niederlage der Niederländer gegen die Briten im Jahr 1806 am Bloubergstrand, etwa 25 Kilometer nördlich von Kapstadt gelegen, wurde die Kolonie am 13. August 1814 zur Britischen Kronkolonie erklärt und die Sklaverei abgeschafft.
Die Entdeckung und der erstmalige Abbau von Diamanten und Gold auf dem Highveld im Inneren des Landes in den Jahren zwischen 1869 und 1890 veränderte Kapstadt sehr schnell. Die Stadt war nun nicht mehr die einzige und dominierende Großstadt der Kolonie, erlangte aber als größter Hafen des Landes Reichtum und Wohlstand, während sich immer mehr Industriebetriebe in der Stadt ansiedelten. Zu dieser Zeit erwirtschaftete der damals in Kapstadt lebende Premierminister der Kapkolonie, Cecil Rhodes, große Profite mit seinem Konzern De Beers, noch heute der größte Diamantenförderer der Welt.
Die Beulenpest im Jahr 1901 diente der damaligen Regierung der Kolonie als Vorwand, die Rassentrennung einzuführen. Die schwarze Bevölkerung wurde in zwei Gebiete abgeschoben, eines nahe den Docks am Hafen und das andere in Ndabeni an der Ostseite des Tafelbergs. Mit der damals katastrophalen Gesundheits- und Hygienesituation in diesen Stadtvierteln befasste sich die Ärztin und Gesundheitspolitikerin Jane Elizabeth Waterston.
Nach dem Wahlsieg 1948 der National Party wurden die ohnehin beschränkten Rechte der nicht-weißen Bevölkerung Kapstadts weiter beschnitten, unter anderem durch Vertreibung in zentrumsfernere Stadtteile, in denen sie nach Hautfarbe getrennt lebten. Die Maßnahmen führten zu gewalttätigen Auseinandersetzungen und Gerichtsverhandlungen, mit denen der Apartheid-Staat seine Politik durchsetzte.
Jahrzehntelang versuchte die weiße Regierung, schwarze Elendssiedlungen zu entfernen, da diese als Ursprung für Widerstandsbewegungen gegen ihr Apartheid-Regime angesehen wurden. Ein prominentes Beispiel hierfür in Kapstadt ist der District Six. Der Stadtverwaltung war dieses Viertel mit seiner sehr bunten ethnischen und religiösen Mischung und dem quirligen Leben entlang der Hanover Street, die für ihre Jazzkneipen bekannt war, ein Dorn im Auge. Nachdem man absichtlich das Viertel hatte verkommen lassen, wurde es aufgrund „unhaltbarer hygienischer Zustände“ 1966 als Sanierungsgebiet deklariert. Die Bewohner wurden auf neu gegründete Townships wie Gugulethu, Nyanga, Mitchells Plain und später Khayelitsha verteilt, die im Gebiet Cape Flats errichtet wurden. 1984 wurden die letzten Häuser abgerissen. Heute ist ein Großteil der Fläche Brachland oder wird von der 1982 gegründeten Cape Peninsula University of Technology genutzt.
Ein letzter Versuch wurde im Jahr 1986 unternommen, als etwa 70.000 Menschen zwangsumgesiedelt werden sollten. Da auch diese radikalen Maßnahmen nicht zum gewünschten Erfolg führten, beugte sich die Regierung und begann, die Lebensverhältnisse in den Armenvierteln zu verbessern.
Am 11. Februar 1990, nur Stunden nach seiner Freilassung aus dem Gefängnis, hielt Nelson Mandela seine erste öffentliche Rede seit Jahrzehnten vom Balkon des Rathauses von Kapstadt, in der er den Beginn einer neuen Ära in Südafrika ankündigte. Kapstadt hat sich seit dem Ende der Apartheid grundlegend geändert. Die Grundstückspreise entwickelten sich rasant, das Stadtzentrum ist sicherer und viele Stadtviertel wurden mittels großzügiger Sanierungsprogramme entwickelt.
Trotzdem lebt die Mehrheit der Einwohner Kapstadts noch immer in denselben, nun nach Einkommen getrennten Stadtvierteln der Cape Flats und leidet nach wie vor unter denselben wirtschaftlichen, sozialen und gesundheitlichen Problemen. Abgesehen von einer sich bildenden kleinen farbigen und schwarzen finanziellen Oberschicht lassen die erhofften sozio-ökonomischen Verbesserungen auf sich warten. Probleme wie AIDS und eine hohe Kriminalitätsrate sind weiterhin ungelöst.
Bis 2004 war Kapstadt während der Sommermonate Sitz des südafrikanischen Parlaments. Seither tagt das Parlament ganzjährig dort.
Im Juni 2012 fand in Kapstadt eine Versammlung von Angehörigen der Khoisan-Gemeinschaft statt, um ihrem verstorbenen traditionellen Herrscher Dawid Kruiper zu gedenken. Er war ein aktiver Repräsentant seiner ethnischen Gruppe der San gewesen und hatte sich für deren Minderheitenrechte sowie für den Erhalt der eigenen Sprache engagiert. Die gemeinsamen früheren Vorfahren waren vor der Einwanderung von Bantu, Europäern und Asiaten die Bewohner in weiten Teilen Südafrikas und benachbarter Länder. Im Verlauf dieser Veranstaltung kam es zur Anregung, Kapstadt künftig in ihre Sprache umzubenennen. Sie solle künftig //Hui !Gaeb heißen. Das bedeutet so viel wie „Wo sich die Wolken versammeln“. Aus ihrem historisch abzuleitenden Selbstverständnis heraus betrachten sie alle anderen in Südafrika lebenden demografischen Gruppen als „Fremdstämmige“.

## Bevölkerung

### Einwohnerzahl
Kapstadt hat als von Statistics South Africa definierter Ort (main place) gemäß Volkszählung 2011 rund 434.000 Einwohner. Die Definition, welche Wohngebiete zur Kernstadt gezählt werden, wird bei jeder Volkszählung neu festgelegt, weshalb sich erhebliche Abweichungen ergeben können. So betrug die Fläche der Kernstadt bei der Volkszählung 2001 496,70 km², während 2011 nur ein Gebiet von 400,28 km² zur Stadt Kapstadt gerechnet wurde. Seitdem gelten Athlone, Belhar, Epping Industria, Grassy Park, Matroosfontein, Muizenberg und Philippi als eigene Orte.
| Volkszählung:  | 1891   | 1985    | 1991    | 2001    | 2011    |
| -------------- | ------ | ------- | ------- | ------- | ------- |
| Einwohnerzahl: | 51.251 | 776.617 | 854.616 | 827.218 | 433.688 |

### Bevölkerungsgruppen
Im Main Place Kapstadt lebten gemäß Volkszählung 2011 44,6 % Coloureds, 32,3 % Weiße, 15,8 % Schwarze, 3,4 % Inder bzw. Asiaten und 3,9 % sonstige.
Die Volkszählung 1891 ergab für die Stadt Kapstadt die folgende Verteilung der Bevölkerungsgruppen: 49,5 % Weiße, 49,4 % Coloureds (33,3 % Khoikhoi und 16,1 % Malaien) sowie 1,1 % Schwarze (Bantu).

### Sprachen
Erstsprache in Kapstadt war zu 67,7 % Englisch, zu 22,5 % Afrikaans und zu 4,7 % isiXhosa. 4,7 % gaben als Erstsprache eine „andere“, d. h. in Südafrika nicht landesweit anerkannte Sprache an.

### Religion
Kapstadt ist zweifache Bischofsstadt: Es  besteht das römisch-katholische Erzbistum Kapstadt mit der St.-Mary’s-Kathedrale als Mutterkirche und die Diözese Kapstadt der Anglican Church of Southern Africa, deren Hauptkirche die St. Georges Cathedral ist. Daneben sind zahlreiche weitere christliche Konfessionen in der Stadt vertreten, so etwa die Zion Christian Church, die Baptist Union of Southern Africa, die Methodist Church of Southern Africa oder die Presbyterian Church of Africa. Neben dem Christentum ist der Islam die zweitgrößte Glaubensrichtung mit einer relativ langen Geschichte. Die Auwal-Moschee gilt als älteste Moschee Südafrikas. Auch Synagogen für die jüdische Bevölkerung sind vorhanden. Ebenso gibt es Hindu-, Buddhisten- und Baha'i-Tempel.

### Kapstadt und die Folgen der Apartheid

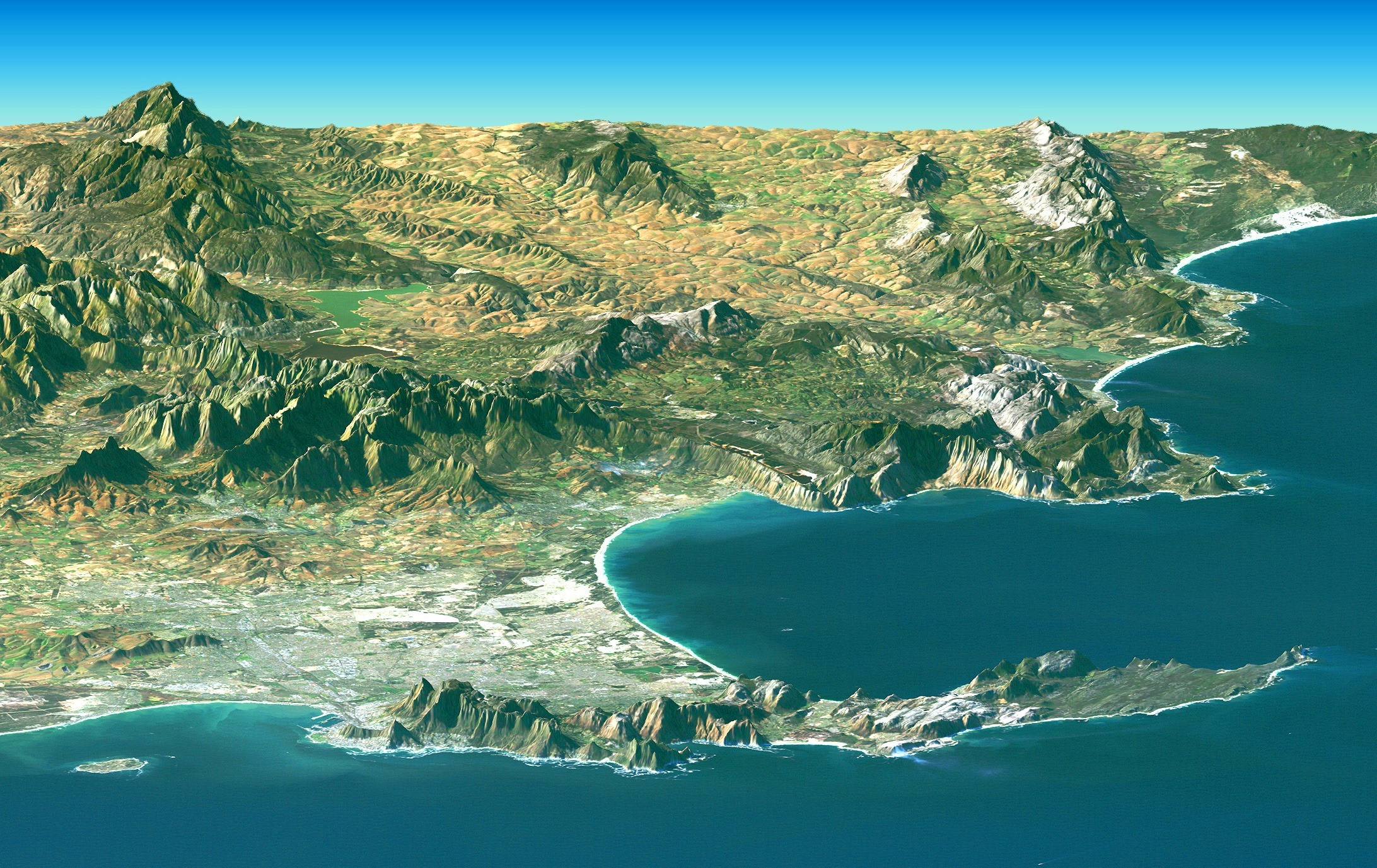
Computergeneriertes Bild der Kap-Halbinsel; es zeigt das Kap der guten Hoffnung am rechten unteren Rand, darüber die False-Bay. Kapstadt selbst befindet sich mittig am unteren Bildrand.

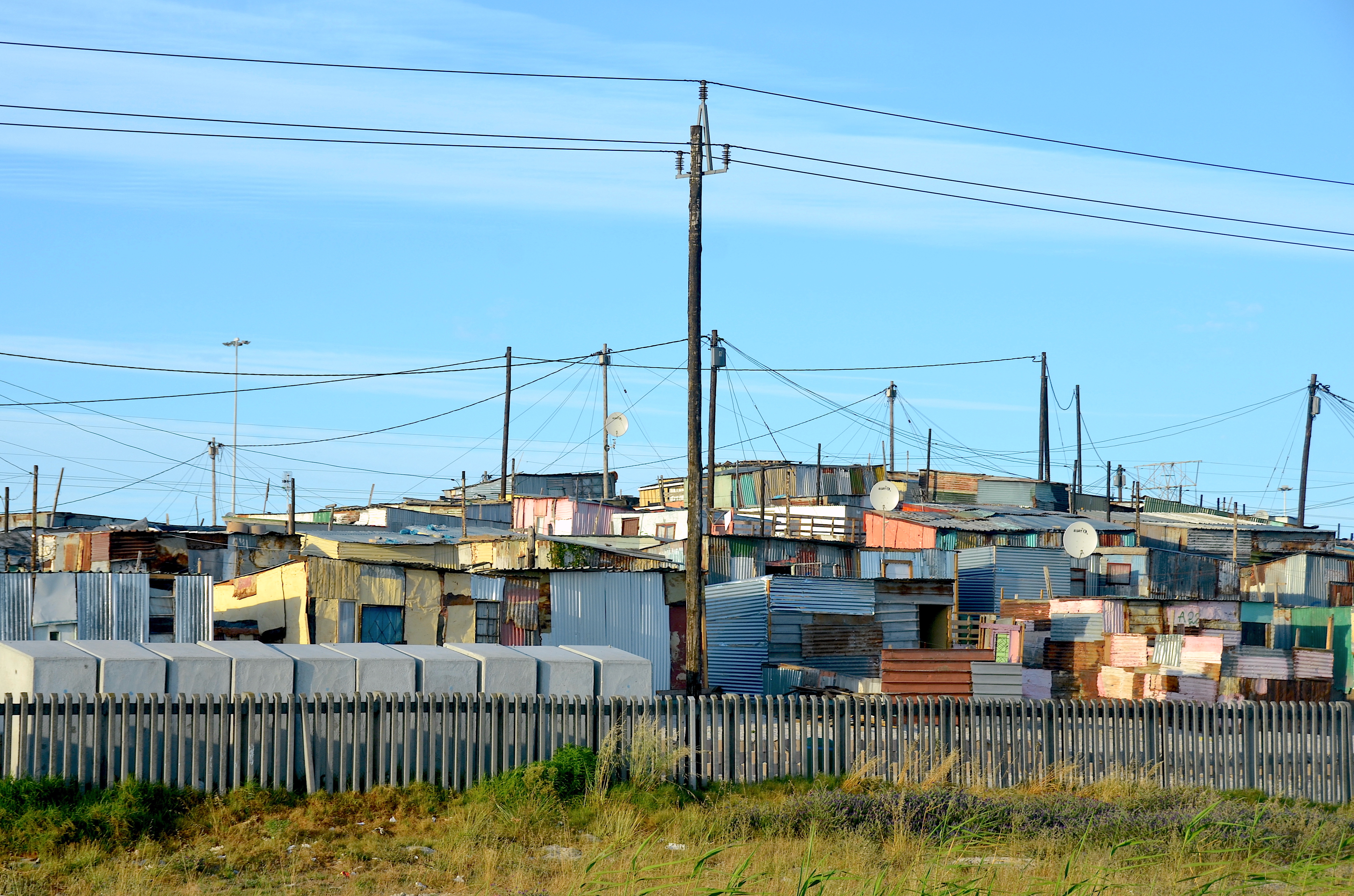
Khayelitsha an der N2 (2015)

Kapstadt ist aufgrund der bis 1994 andauernden Apartheid eine stark entmischte Stadt. Innerhalb der ersten Siedlungsgebiete europäischer Einwanderer mit seinem rechtwinkligen Straßengrundriss befindet sich die Innenstadt. Sie lässt sich am ehesten mit dem Central Business District nordamerikanischer und australischer Städte vergleichen. In der Innenstadt befinden sich die Verwaltung, Dienstleistungseinrichtungen und Handel, während Wohnungen kaum zu finden sind. An diesen Innenstadtbereich grenzen Industrieviertel, vor allem der Hafenbereich mit dazugehörigen Gewerben wie Speditionen und Logistikunternehmen. Die Wohngebiete waren in Abhängigkeit von der Zugehörigkeit zu den Bevölkerungsgruppen über das Stadtgebiet verteilt. Die Weißen besaßen die besten Wohnlagen in Zentrumsnähe oder in attraktiven Vororten. Daran schlossen sich die Gebiete der Coloured-Bevölkerung an, die aus ihren angestammten Wohngebieten in der Innenstadt, wie dem District Six, vertrieben wurden. Die schwarze Bevölkerung wurde in den am weitesten vom Zentrum entfernten Gebieten untergebracht. 1985 war Kapstadt die Stadt, in der die Rassentrennung am weitesten fortgeschritten war. Nur fünf Prozent der Einwohner lebten im „falschen“ Stadtteil.
Mit dem Ende der Apartheid gibt es auch keine diskriminierenden Regelungen mehr. Dennoch ändert sich der Zustand nur langsam. Erst einem geringen Teil der ehemals benachteiligten Bevölkerungsgruppen ist es bisher gelungen, in die zentrumsnäheren bzw. besser ausgestatteten Wohngebiete umzuziehen.
Außerhalb der Stadt wurden im 20. Jahrhundert Townships gegründet. Die wichtigsten sind Langa (ab 1927), Nyanga, Gugulethu (1960er), Crossroads (1970er) Khayelitsha (1980er) und für die Coloureds Mitchells Plain. Alle diese Siedlungen sind nunmehr Teil der Metropolgemeinde.

## Bildung

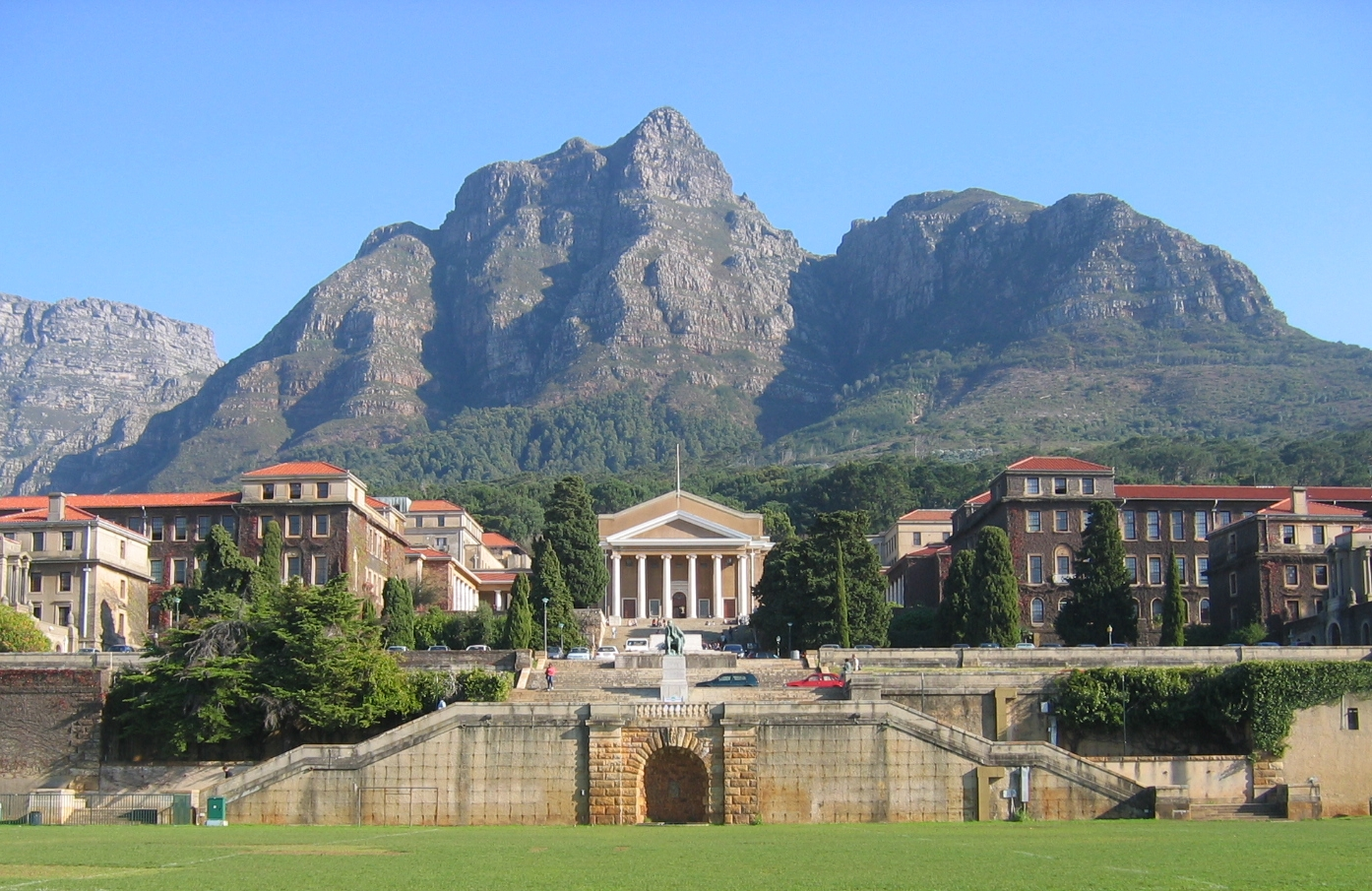
Die Universität Kapstadt

Kapstadt ist neben Durban, Johannesburg, Pretoria und Stellenbosch die bedeutendste Universitätsstadt in Südafrika. Die University of Cape Town (UCT) ist eine der ältesten Universitäten auf dem afrikanischen Kontinent. Daneben gibt es in der Stadt die University of the Western Cape (UWC) sowie das Technikum Cape Peninsula University of Technology (CPUT).
Auch eine Business School ist in Kapstadt zu finden, die Graduate School of Business der University of Cape Town. Die Graduate School of Business liegt in unmittelbarer Nähe der Victoria & Alfred Waterfront. Auch die Graduate School of Business der Universität Stellenbosch (SUN) befindet sich in Bellville, einem Stadtteil von Kapstadt, ebenfalls das Universitätsklinikum der SUN.
Kapstadt weist zahlreiche Englisch-Sprachschulen auf, die von Menschen aus vielen Ländern besucht werden. Die Entwicklung begann Mitte der 1990er Jahre. Gründe für die positive Entwicklung sind traditionell tolerante Grundnormen, die Qualitätsorientierung und der hohe Freizeitwert Kapstadts.

## Verkehrsinfrastruktur

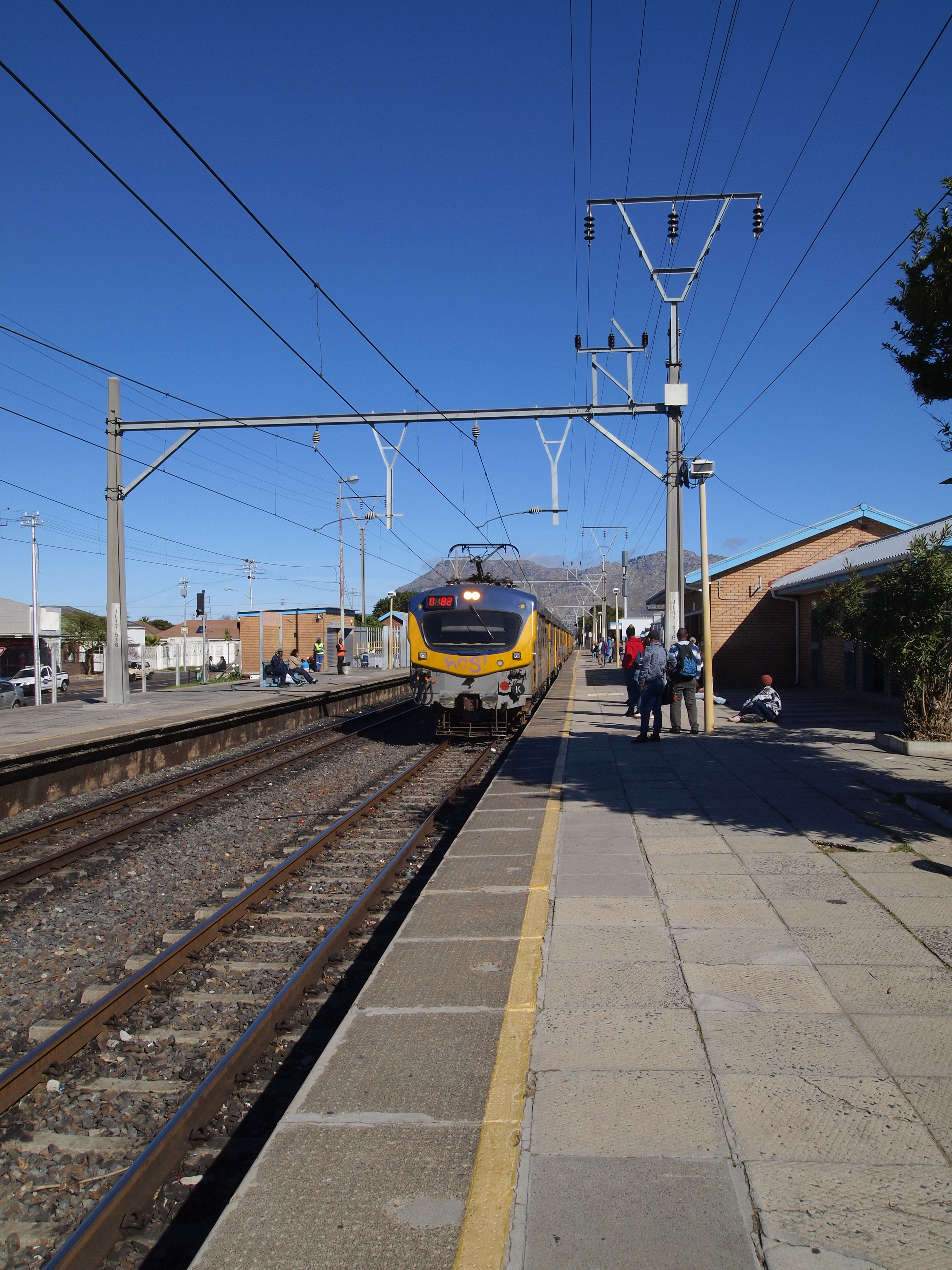
Ein einfahrender Zug der Metrorail (Bahnhof Heathfield)

In Kapstadt kreuzen sich zwei transafrikanische Straßenrouten:
- Trans-African Highway  (TAH 3), Tripolis-Windhoek-(Kapstadt)-Highway
- Trans-African Highway  (TAH 4), Kairo-Gaborone-Kapstadt-Highway

Die Stadt hat ein gut ausgebautes Straßennetz; das Auto ist das Haupttransportmittel der reicheren Bevölkerung. Der Fahrradverkehr spielt eine geringe Rolle. Durch die Konzeption als autofreundliche Stadt wurde es, gerade in den Randbezirken, der ärmeren Bevölkerung schwer gemacht, sich als Fußgänger von Viertel zu Viertel zu bewegen – während der Apartheid war das auch nicht erwünscht. Deswegen sind häufig Fußgänger auf Autobahnen unterwegs, da es oft ihre einzige Chance ist, einen bestimmten Ort zu erreichen.
Seit Mai 2011 verkehren moderne MyCiTi-Busse zwischen der Innenstadt und dem nördlich gelegenen Table View. Seither wurde das MyCiTi-Streckennetz weiter ausgebaut, auch die Stadtteile Camps Bay und Sea Point werden seit November 2013 angefahren. Der Großteil des Nahverkehrs wird von Mini-Taxis bewältigt, private Kleinbusse, die bestimmte Strecken abfahren und die auf Handzeichen halten, aber meist überfüllt sind. Alle öffentlichen Verkehrsmittel werden fast ausschließlich von der ärmeren Bevölkerung genutzt.
Der Flughafen ist gut über das örtliche Straßennetz erreichbar. Die N2, die entlang der Küste Richtung Osten führt, verläuft direkt neben der Landebahn. Die N1 Richtung Bloemfontein–Johannesburg ist nur wenige Kilometer entfernt. Shuttle-Busse verkehren vom Zentrum zum Flughafen.
Der Cape Town International Airport, früher D.F. Malan Airport, ist der zweitgrößte Flughafen in Südafrika. Von hier aus starten Flüge ins Inland, zunehmend auch in andere afrikanische Länder wie Namibia, Botswana und Kenia sowie zu wichtigen Flughäfen in Europa und Amerika. Zahlreiche Ziele in Europa, Asien und Amerika werden mehrmals in der Woche angeflogen.
Die bedeutendste Fluggesellschaft auf dem Flughafen ist die staatliche South African Airways sowie Comair. Für Billigfluglinien wie Kulula.com oder Mango ist Kapstadt ein wichtiges Ziel.
Die Cape Town Railway Station ist der Hauptbahnhof, mit der Metrorail verfügt Kapstadt über eine S-Bahn-artige Regionalbahn und ein regionales Busnetz („Golden Arrow“), die stark auf Berufspendler ausgerichtet sind.

## Trinkwasserinfrastruktur

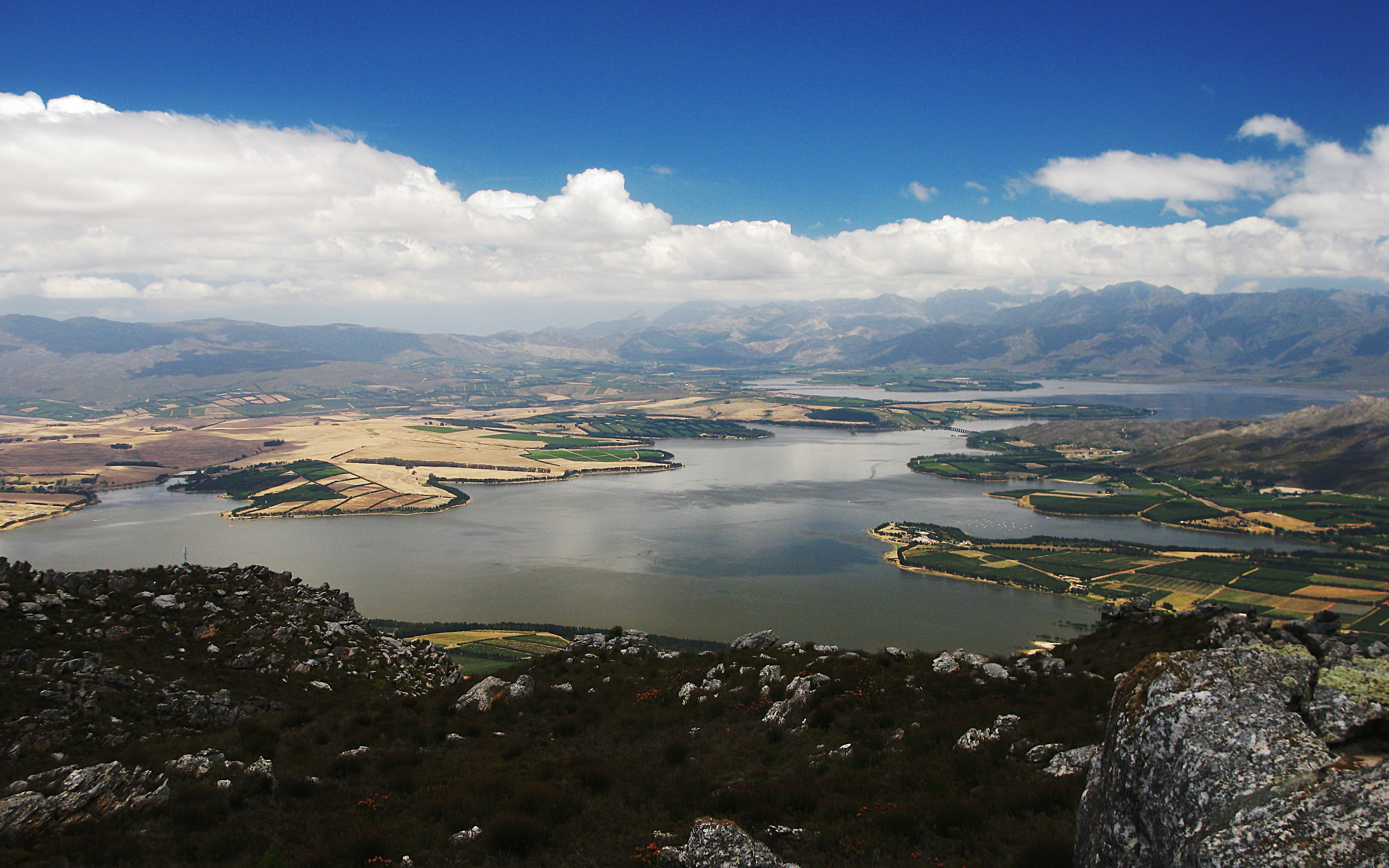
Der Theewaterskloof-Stausee

Die Trinkwasserversorgung für Kapstadt erfolgt hauptsächlich aus sechs Stauseen in der näheren und weiteren Umgebung der Metropolgemeinde City of Cape Town Metropolitan Municipality und bildet den wesentlichen Teil des Western Cape Water Supply System (WCWSS). Die Regulierung der Trinkwasserversorgung und -nutzung auf dem Gebiet des Stadtgebietes Kapstadt beruht auf einer Wassersatzung (By-law).
Klimatische Verläufe vor dem Jahr 2018 haben im Ballungsraum Kapstadt eine sich aufbauende Wasserversorgungskrise durch mangelnden Regenfall herbeigeführt. Das erzeugte eine intensive öffentliche Wahrnehmung für die Abhängigkeit der gesamten Bevölkerung des Ballungsraums von den naturräumlichen-klimatischen Rahmenbedingungen. Derweil werden von der Stadt mehrere Meerwasserentsalzungsanlagen gebaut.

## Kultur und Sehenswürdigkeiten

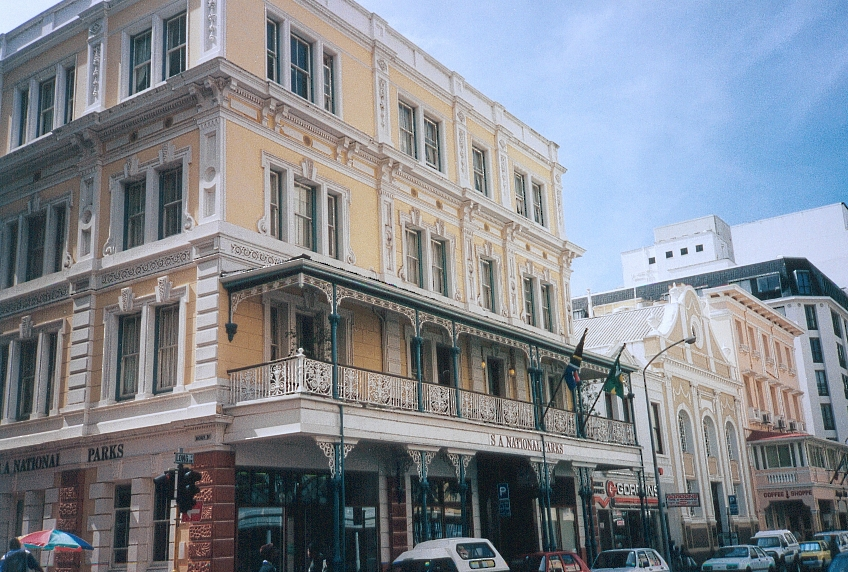
Long Street in Kapstadt

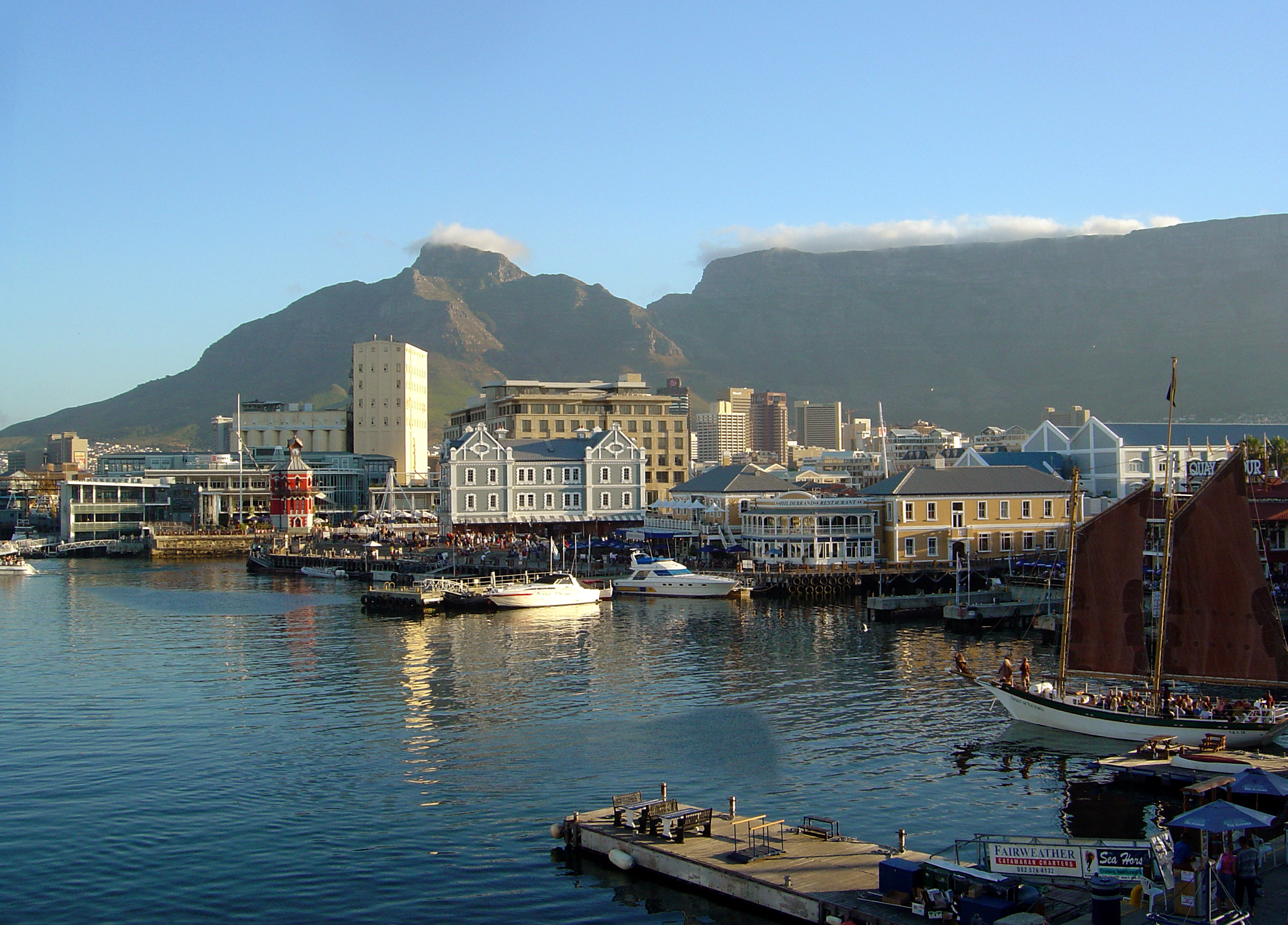
Victoria & Alfred Waterfront und Tafelberg

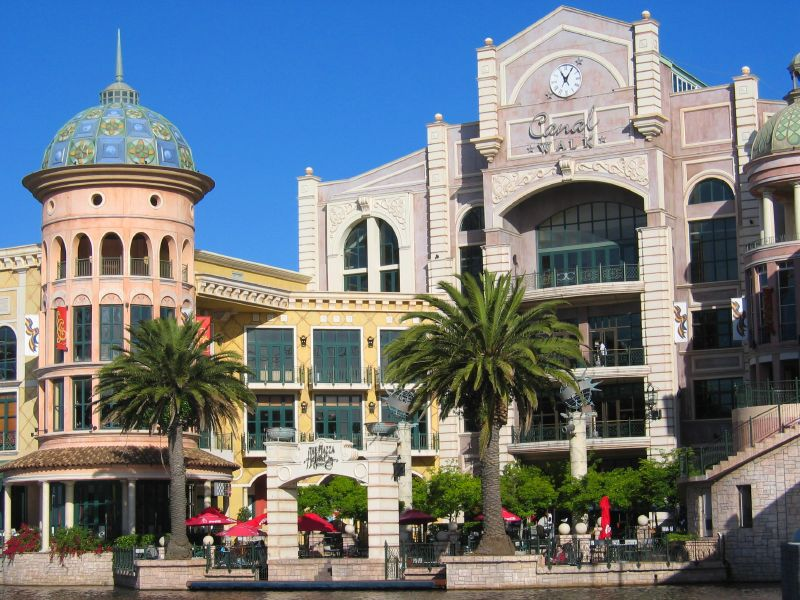
Canal Walk Einkaufszentrum

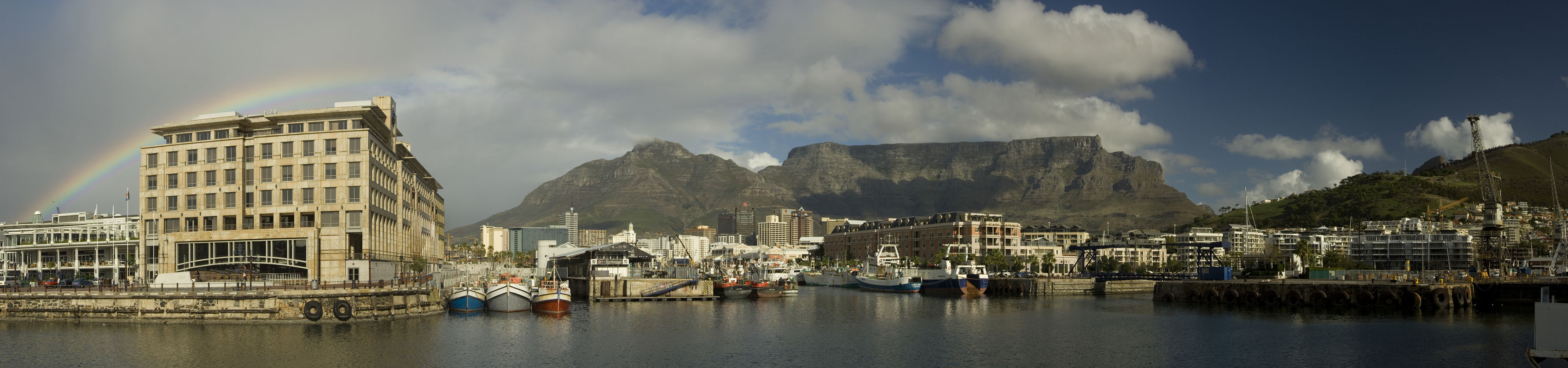
Kapstadt und Tafelberg von der Victoria & Alfred Waterfront aus

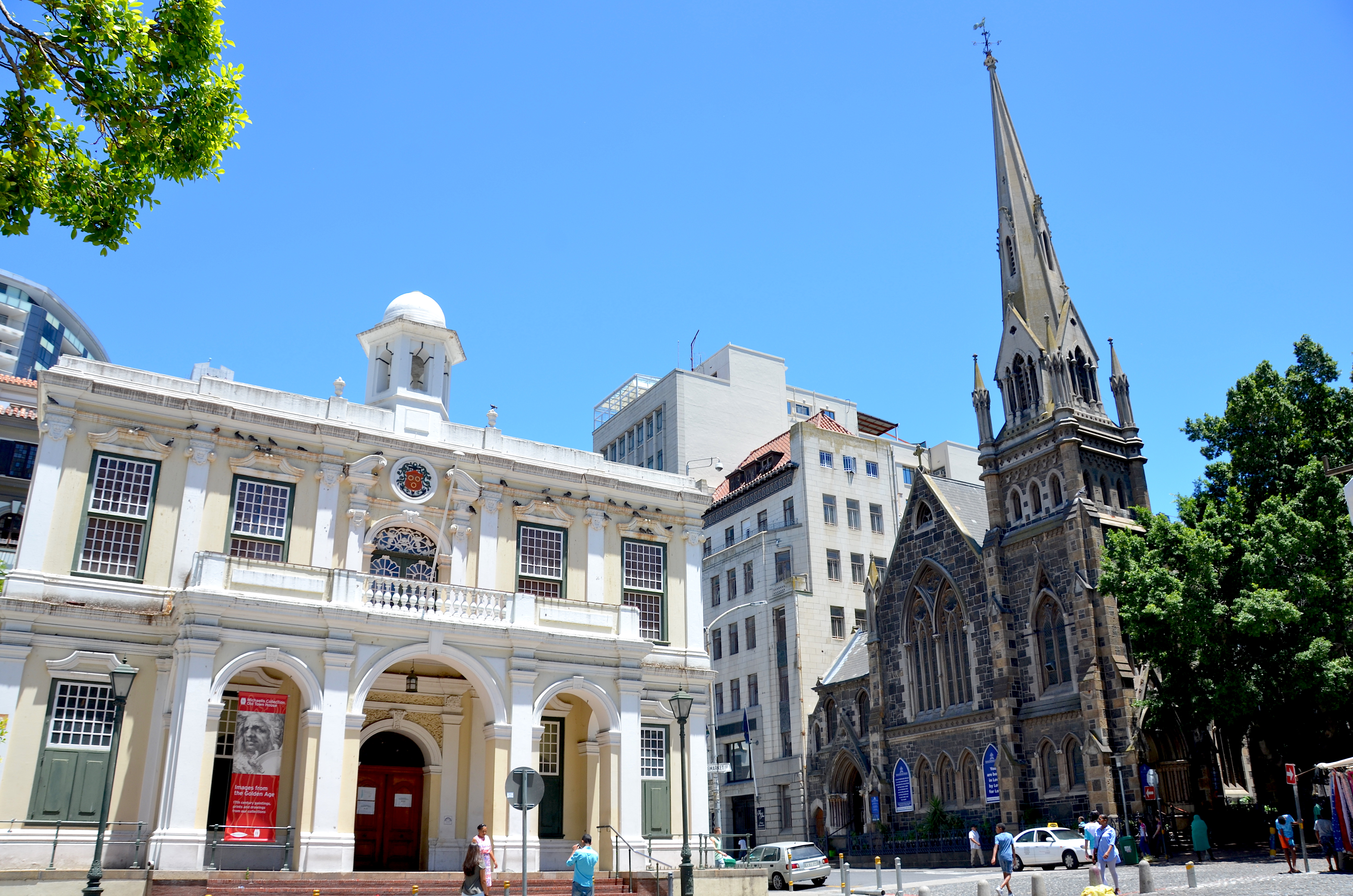
Iziko Old Town House Museum (links) und Central Methodist Mission

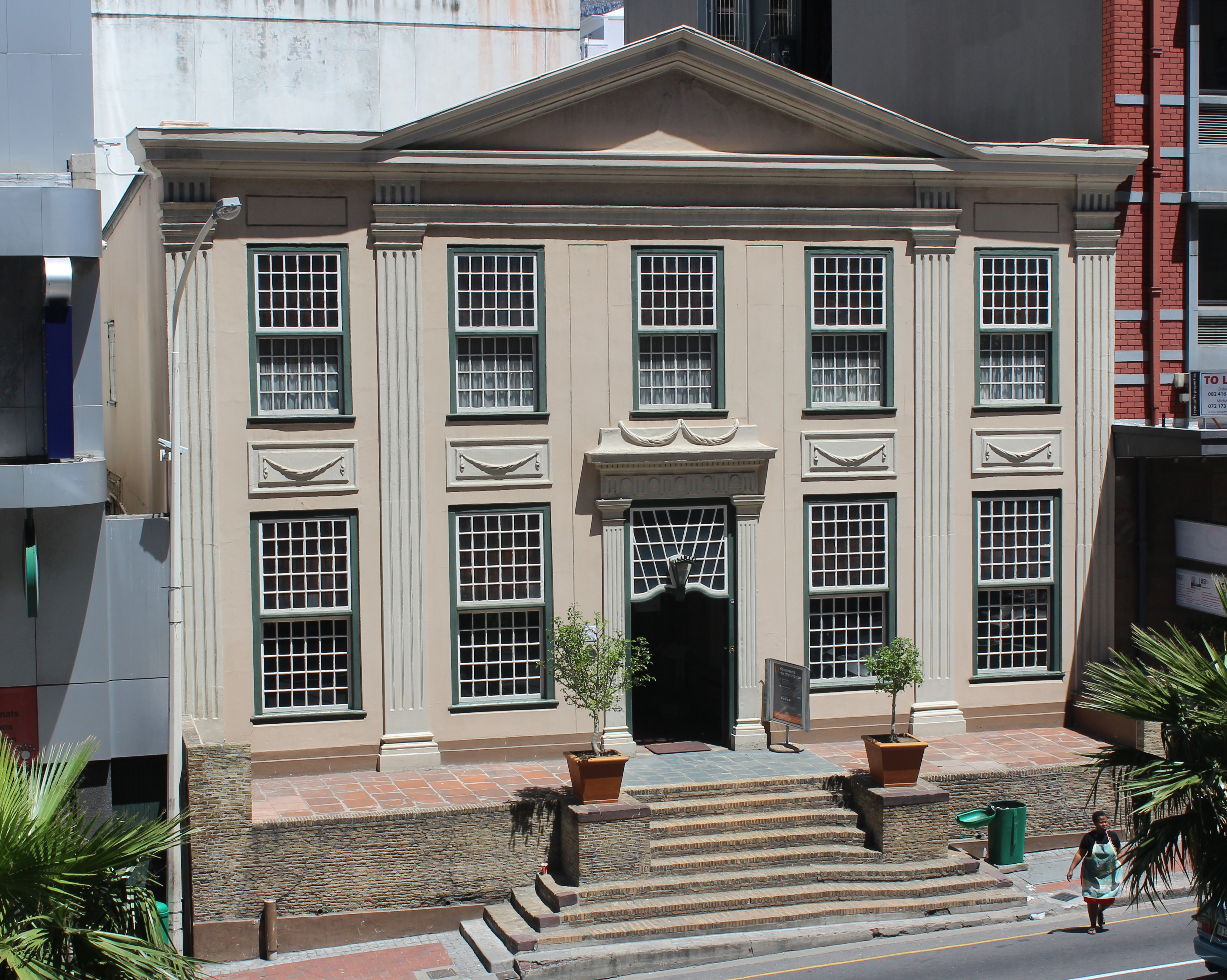
Koopmans-de Wet House, ehemals eine private Residenz aus dem Jahr 1701.

Kapstadt ist vor allem zwischen Oktober und März ein beliebtes Ziel für Touristen. Der Tourismus gilt als wichtiger Wirtschaftsfaktor für die Stadt, die umliegenden Vororte und den benachbarten Regionen. Mit einem dichten Straßennetz und einigen Nahverkehrslinien der Metrorail Western Cape ist der Großraum von Kapstadt gut erschlossen.
Zu den beliebtesten Sehenswürdigkeiten gehören der Tafelberg, aber auch die Victoria & Alfred Waterfront und der viktorianische Teil des Hafens, der mit Boutiquen, Restaurants, Museen wie dem Zeitz Museum of Contemporary Art Africa, dem Nobel Square oder dem Two Oceans Aquarium Touristen viel Abwechslung bietet. Als Vorbild diente die Waterfront in San Francisco. Ganzjährig geöffnet ist die Cape Town Opera.
Die Innenstadt bietet eine Vielzahl von Museen und historischen Gebäuden, wie die alte Festung (Castle of Good Hope), der älteste erhaltene Gebäudekomplex europäischer Besiedlung in Südafrika. Es entstand um 1666 nach dem Vorbild barocker Festungsanlagen, war jedoch nie in Kampfhandlungen verwickelt. Weitere Bauwerke von touristischer Bedeutung sind das Old Town House (Rathaus von 1755) und die City Hall (Rathaus von 1905), ferner der Company’s Garden und die St. Georges Cathedral, Sitz des anglikanischen Bischofs, sowie die Südafrikanische Nationalgalerie und das Iziko South African Museum. In der Innenstadt befindet sich mit der Long Street eine der belebtesten Straßen von Kapstadt. Hier findet man Kneipen, Restaurants und Nachtclubs, die die Straße zur „Vergnügungsmeile“ machen. Der überwiegend von Muslimen bewohnte und etwas westlich vom Zentrum liegende Stadtteil Bo-Kaap mit seinen lebhaft bunten Häusern zählt ebenfalls zu den Sehenswürdigkeiten der jüngeren Stadtgeschichte. In der Iziko Slave Lodge, einer ehemaligen Sklavenunterkunft, ist ein Museum zur Geschichte der Sklaverei in Kapstadt untergebracht.
Der historische und noch genutzte Gebäudekomplex des Südafrikanischen Parlaments liegt im Bereich der ehemaligen Gärten der Niederländischen Ostindien-Kompanie (Company’s Garden).
Ein Touristenmagnet ist die ehemalige Gefängnisinsel Robben Island, auf der Nelson Mandela inhaftiert war. Seit 1999 ist die Insel von der UNESCO zum Weltkulturerbe ernannt worden. Sie wurde von den Apartheid-Regierungen als Lager für politische Häftlinge verwendet.
Viel besucht werden in den Sommermonaten die touristischen Vororte Camps Bay und Clifton, deren Strände zu den meistbesuchten Stränden Südafrikas gehören. Diese leben fast ausschließlich vom Tourismus. Der Bloubergstrand im Norden der Stadt wird meist von Wassersportlern genutzt. Jedoch können Wasser und Strände durch Abwassereinleitungen stark mit gesundheitsgefährdenden Bakterien wie z. B. Escherichia coli belastet sein.
Zu nennen ist außerdem der Botanische Garten Kirstenbosch am südlichen Fuß des Tafelbergs, welcher der Stadt im Jahr 1902 von Cecil Rhodes geschenkt wurde. Das Gelände wurde 1914 zum Botanischen Garten erklärt, um die einmalige Flora unter Schutz zu stellen, und war der erste geschützte Garten dieser Art in Südafrika. Im Stadtteil Claremont liegt ein historisches Gartenareal, was sich zu einem Arboretum entwickelt hat. Diese Arderne Gardens entstanden 1845 als private Pflanzensammlung.
An dem Autobahnkreuz N1/N7 liegt das Großprojekt Century City, das einen Themenpark (Ratanga Junction), das Einkaufszentrum Canal Walk, ein Spielcasino, das Feuchtgebiet-Reservat Intaka Wetlands, Wohnungen und Büros umfasst. Canal Walk bietet ein Kinozentrum, zahlreiche Restaurants und zwei Hotels.
Die Foreshore Freeway Bridge, ein unvollendetes Brückenbauwerk in der Stadt, entwickelte sich seit den 1970er Jahren zu einer Touristenattraktion.

## Einkaufen
In Kapstadt und seinen Vororten gibt es zahlreiche Einkaufszentren, wie das Einkaufszentrum Victoria & Alfred Waterfront in der Hafengegend. Diese Mall liegt am Wasser. Viele Besichtigungstouren und Rundfahrten nehmen hier ihren Anfang. Hier finden sich auch zahlreiche Straßenhändler und Musiker ein. Ein innerstädtisches Touristenziel ist auch die Long Street unweit des Hafens.
Das in Kapstadts Weingebiet gelegene Constantia Village mit seinen Luxusgeschäften und das nördlich von Kapstadt gelegene Einkaufszentrum Canal Walk mit 400 Läden und zahlreichen Restaurants sind weitere bekannte Malls. Canal Walk ist das drittgrößte Einkaufszentrum in Südafrika. Die meisten großen Einkaufszentren sind die ganze Woche geöffnet, aber in den Vororten sind viele Läden sonntags geschlossen.

## Wirtschaft
Kapstadt lebt neben dem Tourismus vor allem von der Textilherstellung und der Informationstechnologie. Daneben sind Werbebranche, Transport und Handel zu nennen.
Von Kapstadt aus werden landwirtschaftliche Erzeugnisse der Provinz Westkap exportiert, vor allem Obst, Wein und Blumen. Bodenschätze wie Eisenerz werden hingegen über den Hafen im nördlich gelegenen Saldanha Bay ausgeführt.
Im Juni 2006 fand die erste Buchmesse Kapstadt als Joint Venture mit der Frankfurter Buchmesse statt, um das Lesen und bei höheren Buchauflagen erschwinglichere Preise vor allem bei Schulbüchern zu fördern.
Ein Automobilhersteller Kapstadts war das von 2004 bis 2012 ansässige Unternehmen Optimal Energy, das auch auf europäischen Automobilausstellungen vertreten war. Es wurde 2012 geschlossen. Ein weiterer ehemaliger Automobilhersteller der Stadt war Glass Sports Motor.
In der Stadt befindet sich auch die Wertpapierbörse - Cape Town Stock Exchange.
Für das Jahr 2014 wurde Kapstadt von der World Design Organization zum World Design Capital nominiert.
In einer Studie des Beratungsunternehmens Mercer zur Lebensqualität in 231 Städten der Welt belegte Kapstadt den 94. Platz. Im südafrikanischen Vergleich lag es damit hinter Durban (Platz 89), aber vor Johannesburg (Platz 95) (Stand: 2018).

## Sport

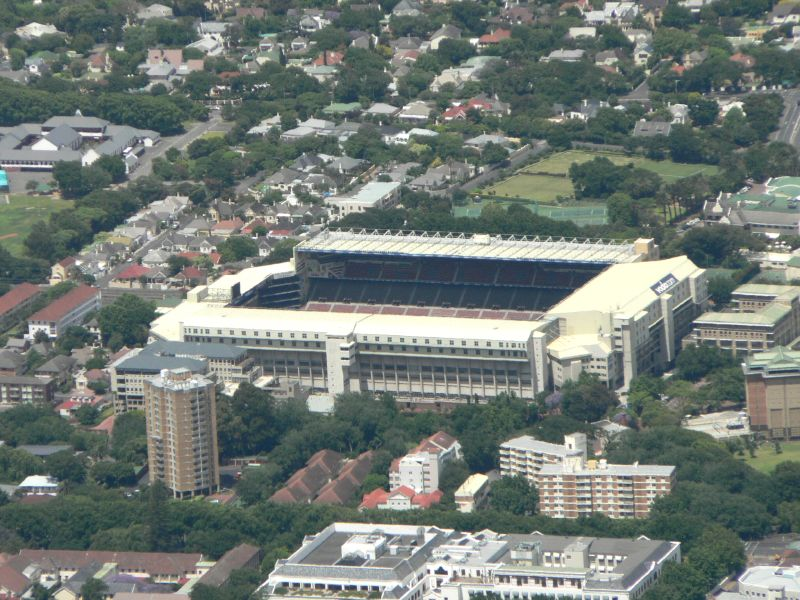
Luftbild des Newlands-Stadions

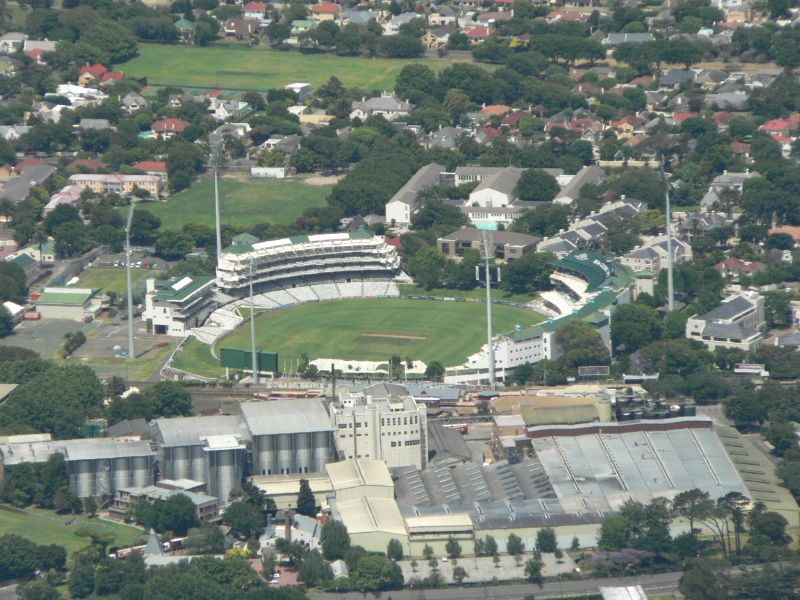
Luftbild des Newlands Cricket Ground

Die beliebtesten Sportarten in Kapstadt nach Anzahl der Teilnehmer sind Cricket, Fußball, Schwimmen und Rugby Union. Im Rugby Union ist Kapstadt Heimat von Western Province, die ihre Heimspiele im Kapstadt-Stadion bestreitet und am Currie Cup teilnimmt. Außerdem bilden Spieler der Western Province die Grundlage für die Super-Rugby-Mannschaft Stormers, in der auch Spieler der Boland Cavaliers aus Wellington spielen. Kapstadt ist regelmäßig Gastgeber der südafrikanischen Rugby-Union-Nationalmannschaft, der „Springboks“, und war einer der Austragungsorte bei der Weltmeisterschaft, einschließlich des Eröffnungsspieles, aber auch das Halbfinale zwischen den neuseeländischen „All Blacks“ und England, bei dem Jonah Lomu vier Versuche legen konnte. In Kapstadt befindet sich der Sitz der South African Rugby Union (SARU).
Fußball ist ebenfalls eine beliebte Sportart. Zwei Kapstädter Fußballklubs nehmen an der Premier Soccer League (PSL), der höchsten Fußballliga Südafrikas, teil. Es sind dies Ajax Cape Town, der 1999 aus dem Zusammenschluss von Seven Stars und Cape Town Spurs entstand, und der Cape Town City FC. Kapstadt war auch einer der Austragungsorte beim FIFA-Konföderationen-Pokal 2009 und der Fußball-Weltmeisterschaft 2010, darunter ein Halbfinale. Dafür wurde das Kapstadt-Stadion mit etwa 70.000-Sitzplätzen gebaut.
Im Cricket repräsentierten die Cape Cobras Kapstadt auf dem Newlands Cricket Ground. Die Mannschaft entstand aus dem Zusammenschluss der Western Province mit Boland. Sie nahmen an verschiedenen nationalen Cricketwettbewerben, wie  Currie Cup, One-Day Cup und Ram Slam T20 Challenge teil. Nach dem Ende der Saison 2020/21 wurde das Franchise im Rahmen der Reform des südafrikanischen Crickets aufgelöst. Der Newlands Cricket Ground ist eines von Südafrikas Test-Cricket-Stadien und eines der Heimstadien der südafrikanischen Cricket-Nationalmannschaft. Unter anderem wurden fünf Partien beim Cricket World Cup 2003 und neun Spiele bei der ICC World Twenty20 2007 hier ausgetragen.
Kapstadt bewarb sich in der Vergangenheit um die Austragung von Olympischen Sommerspielen. So war man 1996 eine der Kandidatenstädte des Internationalen Olympischen Komitees für die Olympischen Sommerspiele 2004. Die Sommerspiele wurden schließlich nach Athen, Griechenland, vergeben und Kapstadt landete bei der Abstimmung auf dem dritten Platz. Ebenso gab es Spekulationen, dass sich das South African Sports Confederation and Olympic Committee mit Kapstadt um die Olympischen Sommerspiele 2020 bewerben werde. Schlussendlich wurden die Spiele jedoch an Tokio, Japan, vergeben.

## Städtepartnerschaften
- Nairobi, seit Mai 2023[20]